# Moisés Lino e Silva
Moisés Lino e Silva es un antropólogo social, profesor de la Universidad Federal de Bahía en Brasil y World Social Science Fellow del International Social Science Council. El académico es miembro del consejo editorial de Cadernos de Campo, una revista de antropología publicada por la Universidad de São Paulo. En 2019 ganó el premio Global Religion Research Initiative Award, otorgado por la Universidad de Notre Dame. Lino e Silva también fue nombrado ALARI Fellow (2019-2020) en la Universidad de Harvard. Fue profesor asociado visitante de estudios de la mujer y de género en la Universidad de Harvard en el otoño de 2023, donde impartió cursos sobre "Vidas Queer en el Sur Global" y "Etnografías Queer".

## Educación
Moisés Lino e Silva tiene una licenciatura en relaciones internacionales de la Universidad de Brasilia (2002). También obtuvo una maestría en antropología social de la London School of Economics and Political Sciences (2007) y un doctorado en antropología social de la Universidad de St Andrews en Escocia (2012). Realizó una investigación posdoctoral en la misma área en la Universidad de Harvard en 2013.

## Investigación
El enfoque de su investigación es la antropología política, con especialidad en el estudio etnográfico de la libertad y la autoridad. Las examina en relación con cuestiones como la pobreza, la sexualidad, la raza y la religión. Su investigación de campo inicial consideró los aspectos y problemas de la libertad tales como los experimentan y perciben los habitantes de barrios marginales en Río de Janeiro, Brasil, y, más recientemente, en Nigeria.
Es el autor del libro Minoritarian Liberalism: A Travesti Life in a Brazilian Favela, publicado por la University of Chicago Press en Estados Unidos en 2022. El libro se enfoca en personas negras, niños y personas LGBTQ, especialmente travestis, en una favela o comunidad pobre de clase trabajadora en Río de Janeiro. El autor ha explicado en una entrevista que escribió este libro basado en su investigación etnográfica cuando se dio cuenta de que "las personas que viven en favelas han desarrollado sus propias ideas sobre el liberalismo, por ejemplo, basadas en sus experiencias de vida", también indicando que "este conocimiento favelario del liberalismo no sigue necesariamente la misma lógica eurocéntrica sobre la libertad" Como ha señalado Cassandra White (Georgia State University) en la revista Contemporary Sociology, Lino e Silva "discute la importancia de considerar las sutilezas de prácticas que son moral y éticamente cargadas y posiblemente explotativas en las vidas de nuestros participantes de investigación/interlocutores", incluyendo "el trabajo sexual tal como lo practican los participantes de su investigación". Reighan Gillam (Dartmouth College) lo entrevistó sobre su libro para el New Books Network. Armanc Yildiz también lo entrevistó. Se ha traducido al portugués con el título Liberalismo Minoritário: Vida Travesti na Favela (Edições70, 2023).
Minoritarian Liberalism ha sido reseñado por diferentes medios independientes, como el Allegra Lab, la ReVista: Harvard Review of Latin America y Radical Americas. Stephanie Clare, en un ensayo en la revista Feminist Theory, publicada por Oxford University Press, cita este trabajo entre otras "poderosas contribuciones comprometidas a lo que podríamos llamar libertad decolonial". La prensa en Brasil ha cubierto la investigación de Lino e Silva en diversos medios noticiosos, especialmente resaltando su compromiso LGBTQ. El 28 de junio de 2023, lo entrevistaron en TV Jornal, una estación de televisión brasileña localizada en Recife, Pernambuco, como parte de su celebración del Día Internacional del Orgullo LGBTQIA+.
En su respaldo público al libro Minoritarian Liberalism, la teórica política Wendy Brown afirmó: "El notable libro de Lino e Silva cumple su ambición de descolonizar la libertad en el corazón del liberalismo. Es en partes iguales erudito en teoría política y sutil antropología. Recorre una favela de Río en busca de historias e imaginarios a través de la negritud, lo queer, el género y la clase, donde descubre en todas partes el burbujeo de los deseos minoritarios y las prácticas de libertad. Esta obra bellamente escrita no hace nada menos que traer el liberalismo, como teoría y práctica, al siglo XXI".
El primer libro del antropólogo, Freedom in Practice: Governance, Autonomy and Liberty in the Everyday, es una colección de ocho ensayos de diversos autores y fue coeditado con Huon Wardle. Incluye una introducción coescrita con Wardle y un capítulo de Lino e Silva sobre el concepto de "liberación queer" en una favela brasileña. El libro fue reseñado por el Journal of the Royal Anthropological Institute (JRAI ). En su análisis, Luca Parisoli (Universita della Calabria) afirma: "este libro es una contribución muy interesante a una cuestión conceptual: ¿por qué la libertad es tan raramente una palabra clave en los análisis antropológicos?" 

## Participación pública
- 2018: La investigación de Lino e Silva sobre libertad, arte y religión en Nigeria se exhibió en el Museo de Arte de São Paulo.[32]
- 2019: Cadu Oliveira lo entrevistó para el Goethe Institut sobre el estado actual de la producción teórica en el Sur Global.[33]
- 2020: Djassi DaCosta Johnson lo entrevistó para Harvard Graduate School of Design News sobre su investigación en Nigeria.[34]
- 2021: El trabajo de Lino e Silva se presentó en el taller de Etnografía Queer/ing en la Universidad de Harvard.[35]
- 2022: Su investigación sobre las favelas apareció en Sapiens Magazine, una revista de antropología independiente de la Fundación Wenner-Gren.[36] En este mismo año, dio una charla para el Grupo de Trabajo de Brasil en la Universidad de Rutgers.[37] También tuvo un debate público con el profesor Jack Halberstam organizado por el Bureau of General Services Queer Division en la ciudad de Nueva York y un diálogo virtual con Carmen Álvaro Jarrín auspiciado por el programa de Estudios de la Mujer, Género y Sexualidad de la Universidad de Harvard.[38][39]
- 2023: Lino e Silva fue invitado por la Universidad de Columbia para organizar un panel para la conferencia internacional Queer Aqui Rio, que juntó a investigadores y activistas de Estados Unidos y Brasil.[40] También en este año, pronunció una conferencia pública en el Seminario de Investigación de Vulnerabilidad Comprometida en la Universidad de Uppsalaen Finlandia.[41] También presentó su libro Minoritarian Liberalism en el Instituto de Investigación Legal y Constitucional de la Universidad de St Andrews.[42]

## Publicaciones (Libros)
- Lino e Silva, Moisés y Huon Wardle, eds. (2017). Freedom in Practice: Governance, Autonomy and Liberty in the Everyday. Oxford: Routledge. ISBN 9780367873325
- Lino e Silva, Moisés (2022). Minoritarian Liberalism: A Travesti Life in a Brazilian Favela. Chicago: Prensa de la Universidad de Chicago. ISBN 9780226818252
- Lino e Silva, Moisés (2023). Liberalismo Minoritário: Vida Travesti na Favela. São Paulo: Edições70. ISBN 9786554270441